# Hans Clevers
Johannes (Hans) Carolus Clevers (nacido el 27 de marzo de 1957)  es un genetista molecular, biólogo celular e investigador de células madre holandés. Se convirtió en director de farmacia, investigación y desarrollo temprano, y miembro del comité ejecutivo corporativo de la empresa sanitaria suiza Roche en 2022. Anteriormente, dirigió un grupo de investigación en el Instituto Hubrecht de Biología del Desarrollo e Investigación de Células Madre y en el Centro Princesa Máxima; permaneció como asesor y científico invitado o investigador visitante de ambos grupos. También es profesor de Genética Molecular en la Universidad de Utrecht.

## Primeros años y educación
Hans Clevers nació en Eindhoven, Países Bajos, en 1957.  Comenzó a estudiar biología en la Universidad de Utrecht en 1975, pero también comenzó a estudiar medicina en 1978, en parte debido a su interés y en parte porque sus amigos y hermanos se dedicaban a la profesión médica. Pasó 1 año en Nairobi, Kenia, y medio año en los Institutos Nacionales de Salud de Bethesda, Estados Unidos, para rotaciones de biología. Obtuvo el doctorado en Biología en 1982 y el Artsexamen en 1984. Debido sobre todo a su formación investigadora, Clevers fue seleccionado para un puesto de formación en pediatría, y luego se doctoró en 1985, bajo la supervisión de Rudy Ballieux. Se doctoró un año más tarde.

## Carrera profesional
Tras doctorarse, Clevers trabajó como investigador Instituto del Cáncer Dana-Farber como investigador postdoctoral en el grupo de Cox Terhorst. En 1989, regresó a los Países Bajos, incorporándose a su alma mater, la Universidad de Utrecht, como profesor asistente en el Departamento de Inmunología Clínica.
En 1991, Clevers se convirtió en profesor y presidente del Departamento de Inmunología de la Universidad de Utrecht. Se trasladó al Centro Médico Universitario de Utrecht en 2002 como profesor de genética molecular y abrió su laboratorio en el Instituto Hubrecht de Biología del Desarrollo e Investigación de Células Madre (Instituto Hubrecht). Al mismo tiempo asumió el cargo de director del Instituto Hubrecht.
En marzo de 2012, Clevers fue elegido presidente de la Real Academia de Artes y Ciencias de los Países Bajos, sucediendo a Robbert Dijkgraaf. Su mandato concluyó en 2015 y puso en marcha otro laboratorio en el Centro Princesa Máxima, centrado en el cáncer infantil, del que se convirtió en Director de Investigación y Jefe Científico hasta 2019.
Clevers dejó el Centro Médico Universitario de Utrecht y fue nombrado profesor de Genética Molecular en la Universidad de Utrecht en 2020.
En 2022, Clevers se incorporó a la empresa sanitaria suiza Roche como Director de Farmacia, Investigación y Desarrollo Temprano y miembro de su Comité Ejecutivo Corporativo. Sigue siendo asesor y científico invitado o investigador visitante de sus grupos de investigación en el Centro Princesa Máxima y el Instituto Hubrecht.
Desde 2017, Clevers es investigador en el Instituto Oncode de Utrecht.
Clevers ha trabajado en varias organizaciones científicas, incluida la junta directiva de la Asociación Estadounidense para la Investigación del Cáncer (2013-2016), y la Junta Asesora Científica del Instituto Suizo para la Investigación Experimental del Cáncer en la École Polytechnique Fédérale. de Lausana (2005-2015), el Instituto de Investigación de Patología Molecular de Viena (2015-2021) y el Instituto Francis Crick de Londres. Actualmente forma parte del consejo asesor de varias revistas científicas, entre ellas The EMBO Journal, Disease Models &amp; Mechanisms, Cell, Cell Stem Cell y EMBO Molecular Medicine. De 2014 a 2022, también formó parte del comité editorial de la Annual Review of Cancer Biology
Fuera del ámbito académico, Clevers ha sido asesor científico de numerosas empresas de biotecnología. También cofundó Surrozen, con sede en California, en 2016  y D1 Medical Technology, con sede en Shanghai en 2019.

## Investigación
La carrera inicial de Clevers se centró en la vía de señalización Wnt . Su grupo identificó la proteína TCF1, un miembro de la familia de genes TCF y un componente crucial de la vía de señalización Wnt, lo que la hace central en las respuestas inmunes, el desarrollo embrionario y la reparación de tejidos. Su interés en el tracto gastrointestinal comenzó con el descubrimiento de que otro miembro de la familia TCF, la proteína TCF4, es necesaria para formar las criptas intestinales . En colaboración con Bert Vogelstein, descubrió que en el cáncer de colon donde el gen APC está doblemente mutado, los miembros de la familia TCF activan la catenina beta-1, que luego mejora la expresión de muchos genes que causan la transformación del cáncer, conectando la vía de señalización Wnt con el cáncer de colon.
En 2007, el grupo de Clevers identificó un marcador para las células madre del intestino delgado y grueso, LGR5, que también es una diana de la vía de señalización Wnt. Esto lo llevó a descubrir que LGR5 también es un marcador de células madre en otros órganos, como el estómago y los folículos pilosos.
Sobre la base de este descubrimiento, en 2009, su grupo publicó un artículo histórico en el que describía por primera vez cómo los organoides, estructuras tridimensionales in vitro que se comportan anatómica y molecularmente como el órgano del que derivan, se generaron a partir de células madre adultas, creando organoides del intestino delgado El grupo de Clevers ha aplicado esta tecnología al cultivo de organoides de otros órganos, como el estómago y el hígado, así como de varios tipos de cáncer, como el cáncer de mama y el de ovarios. Desde entonces, esta plataforma se ha aplicado a la medicina personalizada, generando organoides a partir de pacientes específicos para buscar fármacos. Esto no se limita al cáncer, sino que también es aplicable a otras enfermedades (por ejemplo, la fibrosis quística). En la actualidad, su principal interés investigador se centra en el uso de organoides derivados de células madre adultas para estudiar el mecanismo molecular del desarrollo de los tejidos y el cáncer.
Durante la pandemia de COVID-19, el grupo de Clevers modeló la infección del SARS-CoV-2 utilizando organoides pulmonares.

## Distinciones y premios
- Miembro de la Organización Europea de Biología Molecular (1999)[42]
- Miembro de la Real Academia de Artes y Ciencias de los Países Bajos (2000)[43]
- Premio Spinoza (2001)[44]
- Premio Louis-Jeantet de Medicina (2004)[45]
- Caballero de la Legión de Honor (2005)[1]
- Premio Meyenburg (2008)[46]
- Miembro de la Academia Europaea (2009)[47]
- Premio Ernst Jung de Medicina (2011)[48]
- Miembro Honorario Internacional de la Academia Estadounidense de Artes y Ciencias (2012)
- Premio William Beaumont (2012)[49]
- Premio Dr. AH Heineken de Medicina (2012)[50]
- Caballero de la Orden del León de los Países Bajos (2012)[51]
- Miembro de Koninklijke Hollandsche Maatschappij der Wetenschappen (2012)
- Premio Breakthrough en Ciencias de la Vida (2013)[52]
- Miembro Internacional de la Academia Nacional de Ciencias (2014)[53]
- Miembro de la Academia de la Asociación Estadounidense para la Investigación del Cáncer[54]
- Asociado extranjero de la Academia Francesa de Ciencias (2015)[55]
- Pour le Mérite (2016)[56][57]
- Premio Europeo de Ciencias Körber (2016)[58]
- Cruz de Caballero Comendador de la Orden del Mérito de la República Federal de Alemania (2018)[59]
- Miembro extranjero de la Royal Society (2019)[60]
- Miembro honorario de la Royal Society de Edimburgo (2019)[61]
- Premio Keio de Ciencias Médicas (2019)[62]
- Premio Internacional Fundación Pezcoller-AACR por Logros Extraordinarios en la Investigación del Cáncer (2021)